# Ямашево
Яма́шево (рос. Ямашево, чув. Чарпуç) — село у складі Канаського району Чувашії, Росія. Адміністративний центр Ямашевського сільського поселення.
Населення — 568 осіб (2010; 642 у 2002).
Національний склад:
- чуваші — 99 %